# Tehnološka singularnost
Tehnološka singularnost je dogodek v prihodnosti, od katerega dalje ni mogoče napovedati prihodnosti niti si je približno predstavljati, saj postane tehnološki razvoj tako hiter, da ga ljudje sami ne dohitevamo več. Tehnološki razvoj takrat prevzame umetna inteligenca in si ga ljudem zaradi biološko pogojene omejenosti ni mogoče predstavljati, saj moremo razumeti načina razmišljanja in namenov takšne superinteligence.